# Tusk (album)
Tusk – dwunasty album studyjny amerykańsko-brytyjskiego zespołu Fleetwood Mac z 1979 roku.

## Krótki opis
Krążek ten jest uznawany za eksperymentalny, głównie przez kompozycje gitarzysty i wokalisty Lindseya Buckinghama i inspiracje muzyką punk rock i new wave w sposobie produkcji. W ówczesnej prasie szczególnie zaznaczano fakt, że album był w tamtym czasie najdroższym krążkiem rockowym w kosztach nagrań (około 1 mln ówczesnych dolarów amerykańskich). Tusk został sprzedany w około 4 mln egzemplarzy w tamtym czasie. Płyta sprzedała się gorzej niż Rumours, poprzedniego albumu grupy z 1977 r., który osiągnął dziesięciokrotną platynę pod koniec lat siedemdziesiątych (10 mln sprzedanych egzemplarzy). Częste porównywanie Rumours z następcą spowodowało, że Tusk uznano za niepowodzenie komercyjne. Był to też największy spadek popularności albumu po albumie.
Pierwotnie płyta była chłodno przyjmowana przez krytyków muzycznych, choć z czasem zaczęto doceniać album i jego powiązania z art rockiem. W 2013 r. magazyn NME umieścił Tusk na 445. miejscu swojej listy 500 najlepszych albumów wszech czasów.

## Lista utworów
| 1.  | "Over and Over" (Christine McVie)                  | 4:36    |
|     |                                                    |         |
| 2.  | "The Ledge" (Lindsey Buckingham)                   | 2:02    |
|     |                                                    |         |
| 3.  | "Think About Me" (McVie)                           | 2:44    |
|     |                                                    |         |
| 4.  | "Save Me a Place" (Buckingham)                     | 2:40    |
|     |                                                    |         |
| 5.  | "Sara" (Stevie Nicks)                              | 6:26    |
|     |                                                    |         |
| 6.  | "What Makes You Think You're the One" (Buckingham) | 3:32    |
|     |                                                    |         |
| 7.  | "Storms" (Nicks)                                   | 5:29    |
|     |                                                    |         |
| 8.  | "That's All for Everyone" (Buckingham)             | 3:04    |
|     |                                                    |         |
| 9.  | "Not That Funny" (Buckingham)                      | 3:13    |
|     |                                                    |         |
| 10. | "Sisters of the Moon" (Nicks)                      | 4:45    |
|     |                                                    |         |
| 11. | "Angel" (Nicks)                                    | 4:53    |
|     |                                                    |         |
| 12. | "That's Enough for Me" (Buckingham)                | 1:48    |
|     |                                                    |         |
| 13. | "Brown Eyes" (McVie)                               | 4:30    |
|     |                                                    |         |
| 14. | "Never Make Me Cry" (McVie)                        | 2:14    |
|     |                                                    |         |
| 15. | "I Know I'm Not Wrong" (Buckingham)                | 3:02    |
|     |                                                    |         |
| 16. | "Honey Hi" (McVie)                                 | 2:43    |
|     |                                                    |         |
| 17. | "Beautiful Child" (Nicks)                          | 5:23    |
|     |                                                    |         |
| 18. | "Walk a Thin Line" (Buckingham)                    | 3:48    |
|     |                                                    |         |
| 19. | "Tusk" (Buckingham)                                | 3:36    |
|     |                                                    |         |
| 20. | "Never Forget" (McVie)                             | 3:44    |
|     |                                                    |         |
|     |                                                    | 1:14:12 |
|     |                                                    |         |

## Twórcy
- Stevie Nicks – wokal, keyboard w "Sara"
- Lindsey Buckingham – gitara, pianino, bas, perkusja, harmonijka, wokal
- John McVie – gitara basowa
- Christine McVie – instrumenty klawiszowe, wokal
- Mick Fleetwood – perkusja